# Barbara Donald
Barbara K. Simmons, geboren als Barbara K. Donald, (Minneapolis, 9 februari 1942 – Olympia (Oregon), 23 maart 2013) was een Amerikaanse trompettiste in het bop-idioom. In de jaren zestig speelde de 'blanke' Donald met 'zwarte' musici, wat in die tijd niet erg gebruikelijk was. Jazzcriticus Scott Yanow heeft haar een van de grootste vrouwelijke trompetspelers aller tijden genoemd.
Barbara Donald begon op haar negende kornet te spelen, later stapte ze over op de trompet. Als invloedsbronnen noemde ze later de saxofonisten John Coltrane (met wie ze in de jaren zestig ook gespeeld heeft) en Eric Dolphy. Een latere invloedsbron was Booker Little. Na een verhuizing naar Californië in 1955 speelde ze in allerlei (eigen) groepen. Toen ze achttien was leidde ze een bigband. Ze studeerde bij Benny Harris en trad op haar negentiende met musici als Dexter Gordon en Stanley Cowell op.
Begin jaren zestig was ze enige tijd getrouwd met de Noorse pianist Ole Calmeyer. In 1964 leerde ze de saxofonist Sonny Simmons kennen, die haar mentor werd en kort daarop ook haar nieuwe echtgenoot. Het huwelijk met hem duurde tot begin 1980 en de twee kregen twee kinderen. Donald was in de jaren zestig en het begin van de jaren zeventig de belangrijkste muzikale partner van Simmons, ze werkte mee aan verschillende albums van de saxofonist. Na het einde van dit huwelijk richtte ze een eigen groep op, Unity, waarin onder meer Carter Jefferson en drummer Irvin Lovilette speelden. Met deze groep nam ze twee albums voor Cadence Jazz Records op. Drummer Lovilette werd Donald's nieuwe echtgenoot. Met de onverwachte dood van de drummer in 1983 kwam er tevens een einde aan de band, hoewel de groep in 1984 in een nieuwe bezetting optrad op het Kool Jazz Festival. In 1984 werkte ze kort in de Galaxy Dream Band van Gunter Hampel. In de jaren tachtig speelde ze ook af en toe  met Sonny Simmons. Na 1992 trok Donald zich om gezondheidsredenen grotendeels uit de muziek terug.

## Discografie
- Olympia Live, Cadence Records, 1981
- The Past and Tomorrows, Cadence, 1982